# Музей Энгра-Бурделя
Музей Энгра-Бурделя (фр. Musée Ingres-Bourdelle) — художественный музей в городе Монтобан (департамент Тарн и Гаронна), расположенный в Старой ратуше, которая была дворцом епископов Монтобана, построенным в XVII веке. Ранее «Музей Энгра». После обширной реконструкции и модернизации Музей Энгра-Бурделя вновь открыл свои двери в декабре 2019 года. Это единственный в мире музей, который хранит большую коллекцию рисунков, картин, памятных вещей Жана Огюста Доминика Энгра и скульптур его ученика Эмиля Антуана Бурделя.

## Предыстория
Энгр покинул родной город в 1797 году, чтобы продолжить своё художественное образование в Париже. Годы спустя он прибыл на родину, уже будучи опытным мастером. В 1820—1824 годах по поручению французского министерства внутренних дел Энгр работал над алтарным образом для монтобанского собора на тему «Обет Людовика XIII, просящего покровительства Богоматери для Французского королевства».
Энгр настолько пользовался уважением и известностью в родном городе, что уже в 1844 году в Монтобане в его честь была названа одна из улиц, а в 1863 году городские власти наградили его памятной золотой медалью. Художник же, в свою очередь, в 1851 году передал в дар муниципалитету 50 своих произведений.

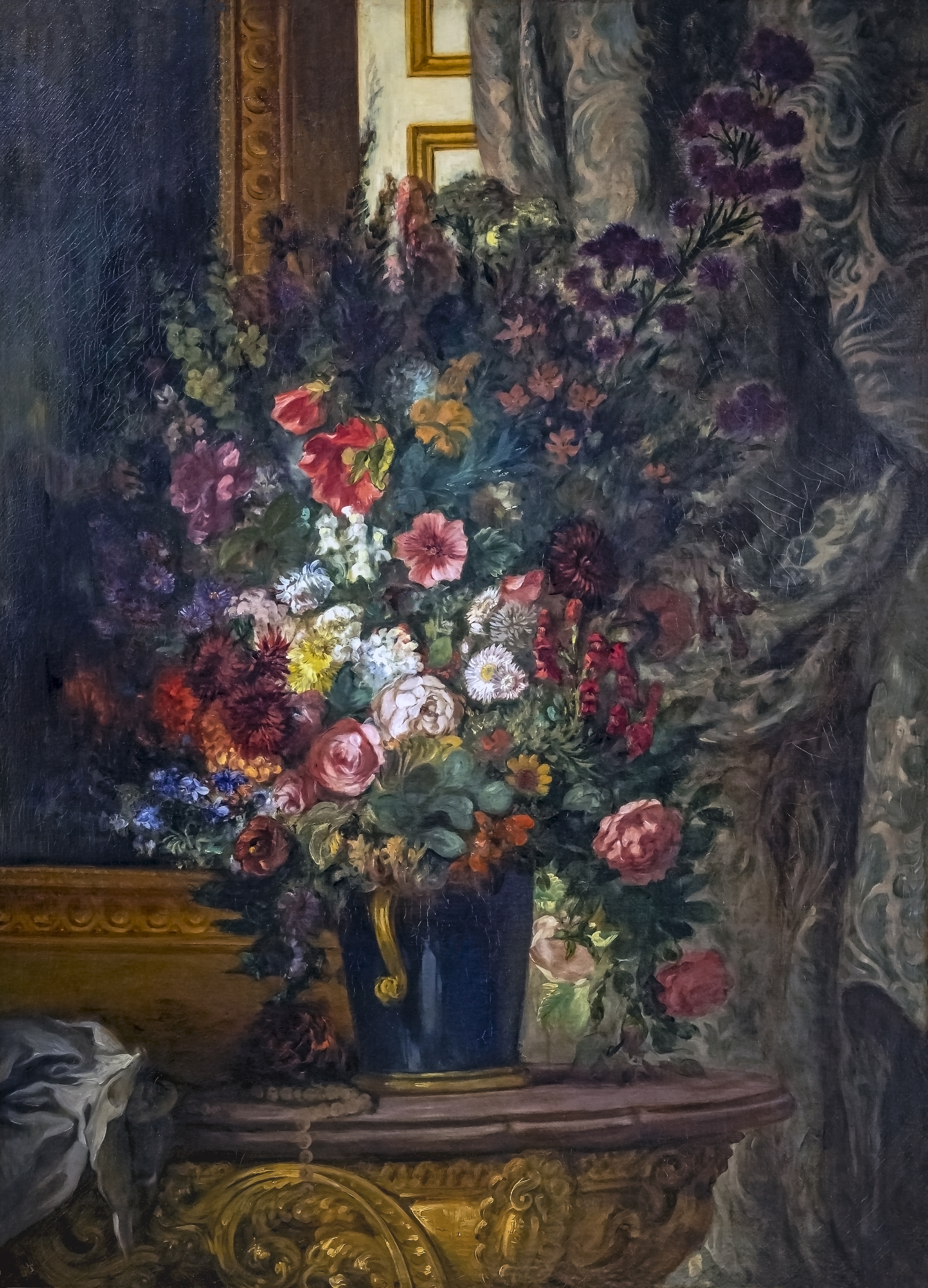
Э. Делакруа. Цветы. Между 1849 и 1850. Холст, масло. Музей Энгра

У Энгра не было детей. Наследником собственных произведений и имущества художника был назначен ученик и помощник мастера Арман Камбон (1819—1885). После смерти Энгра Камбон перебрался в Монтобан, где передал в музей ряд творений своего учителя, среди которых были картины, несколько папок с рисунками и графическими копиями произведений Рафаэля, памятные вещи художника и его скрипка.
Небольшой музей обладал к тому времени лишь скромной коллекцией художественных произведений, переданных ему в 1844 году бывшим главой города де Мортаром (1768—1849). Передача же в музей имущества художника, исторической живописи и портретов его кисти превратила музейное собрание в уникальный провинциальный художественно-мемориальный музей. Сюда также перевезли архив Энгра и произведения других художников, которые он собирал при жизни.
Общее количество рисунков Энгра в музее достигает количества в 4507 единиц. Они имеют разный уровень художественной ценности, но являются уникальным художественным сокровищем музейного собрания. Рисунки требуют особого ухода и демонстрируются только на временных выставках.

## Здание музея

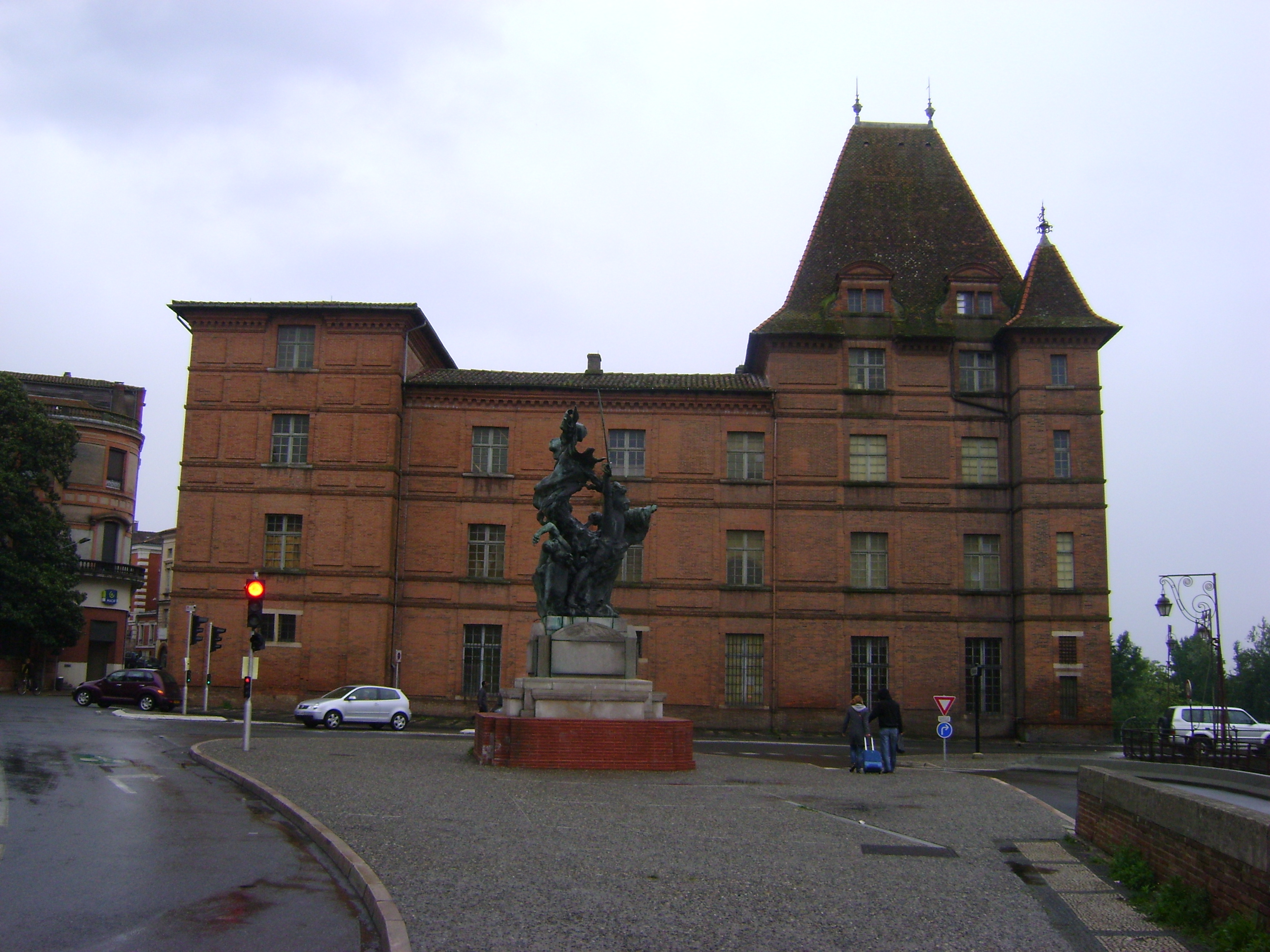
Музей Энгра, фасад на площади

Здание музея намного старше самого музея. Некогда оно служило дворцом местного епископа, построенным из красного кирпича в XVII веке. В годы Французской революции 1789—1793 годов дворец был национализирован и передан городским властям.
Коллекция Жозефа Виалета де Мортара и картины Энгра первоначально размещались в зале первого этажа. Около 1862 года директором музея был назначен Арман Камбон, который существенно увеличил музейную коллекцию. В музей были переданы также произведения отца Энгра, провинциального художника и скульптора. Внутренний дворик украсили его скульптурами, первоначально предназначенными для парка богатой семьи Бельвез-Фулон. В XX веке собрание скульптур было увеличено за счёт передачи в музей произведений Антуана Бурделя, уроженца Монтобана.
В годы Второй мировой войны залы музея Энгра использовались для хранения картин из Лувра, вывезенных из захваченного немцами Парижа.
Здание музея было модернизировано и реконструировано с сохранением старинных интерьеров в 1951 и 1958 годах.

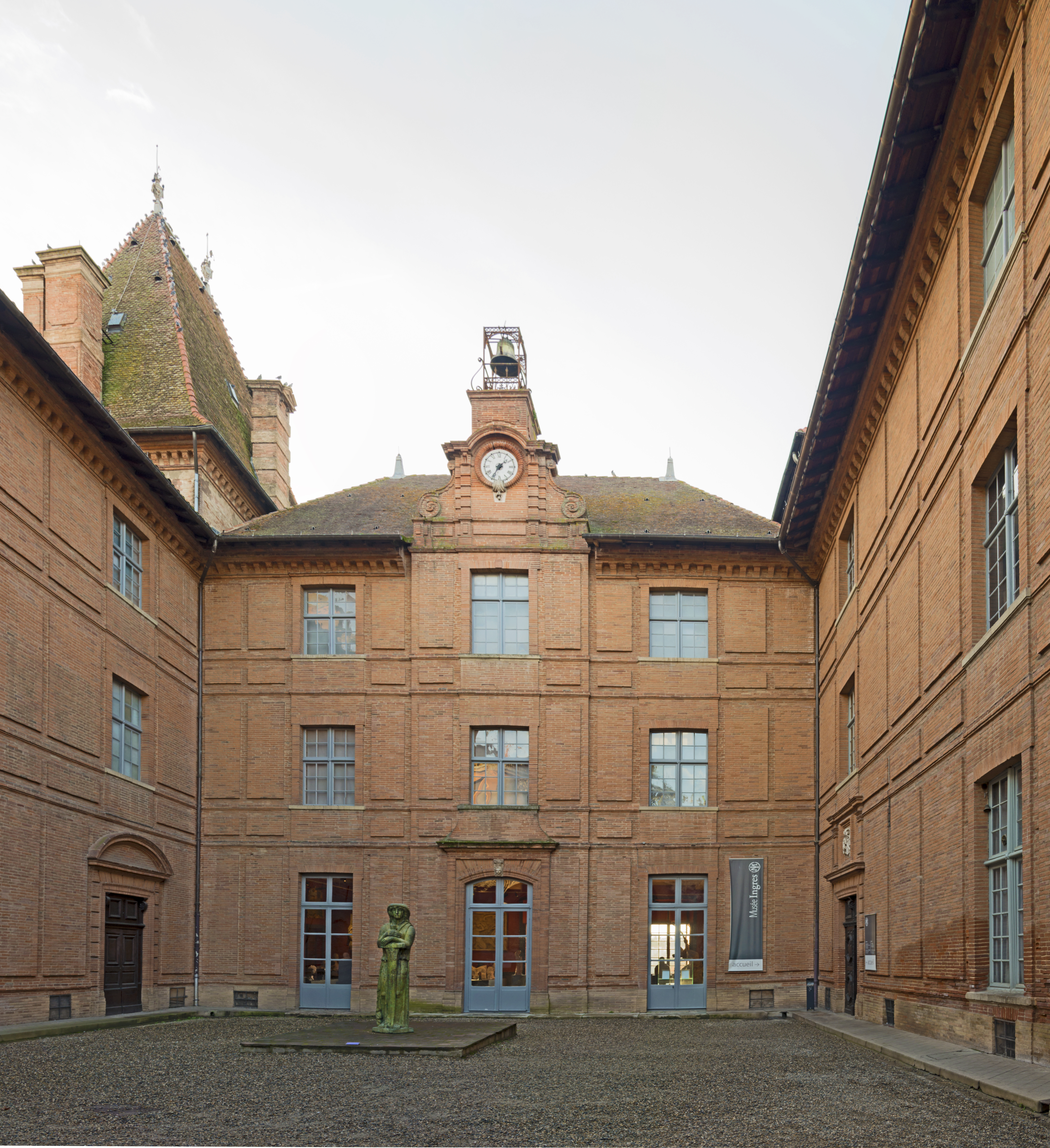
Внутренний дворик
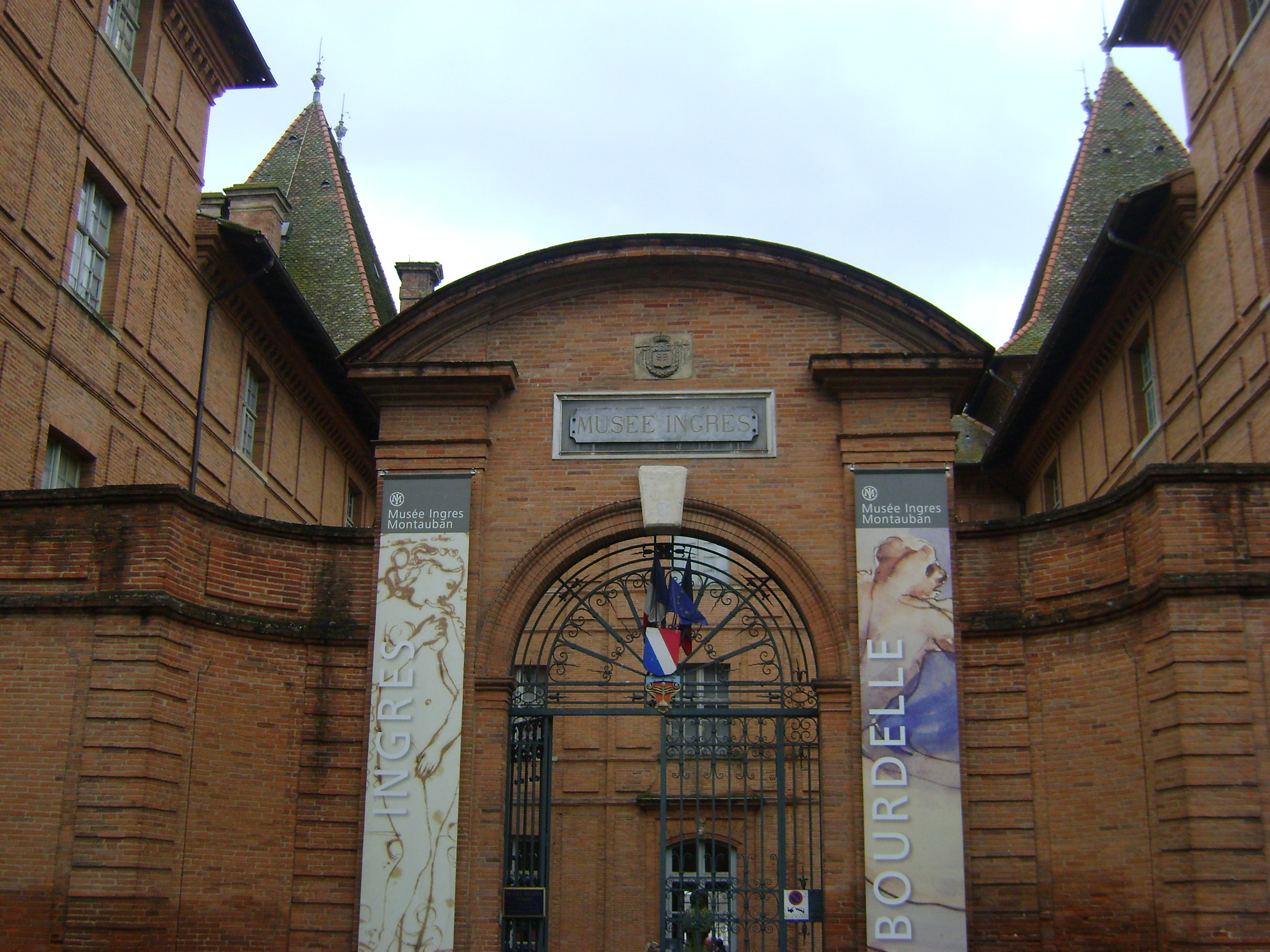
Главные ворота бывшего дворца
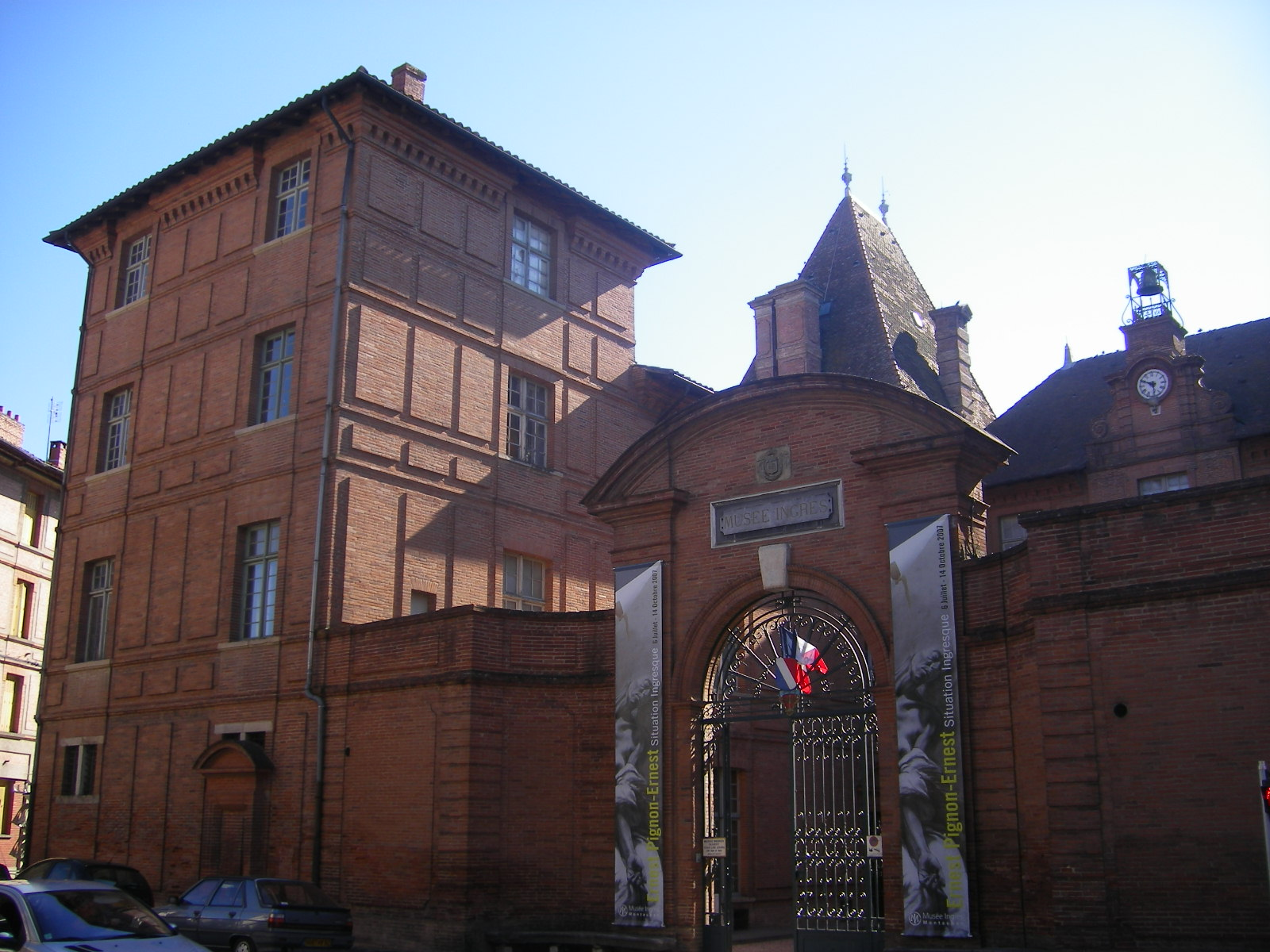
Главные ворота и боковой павильон бывшего дворца
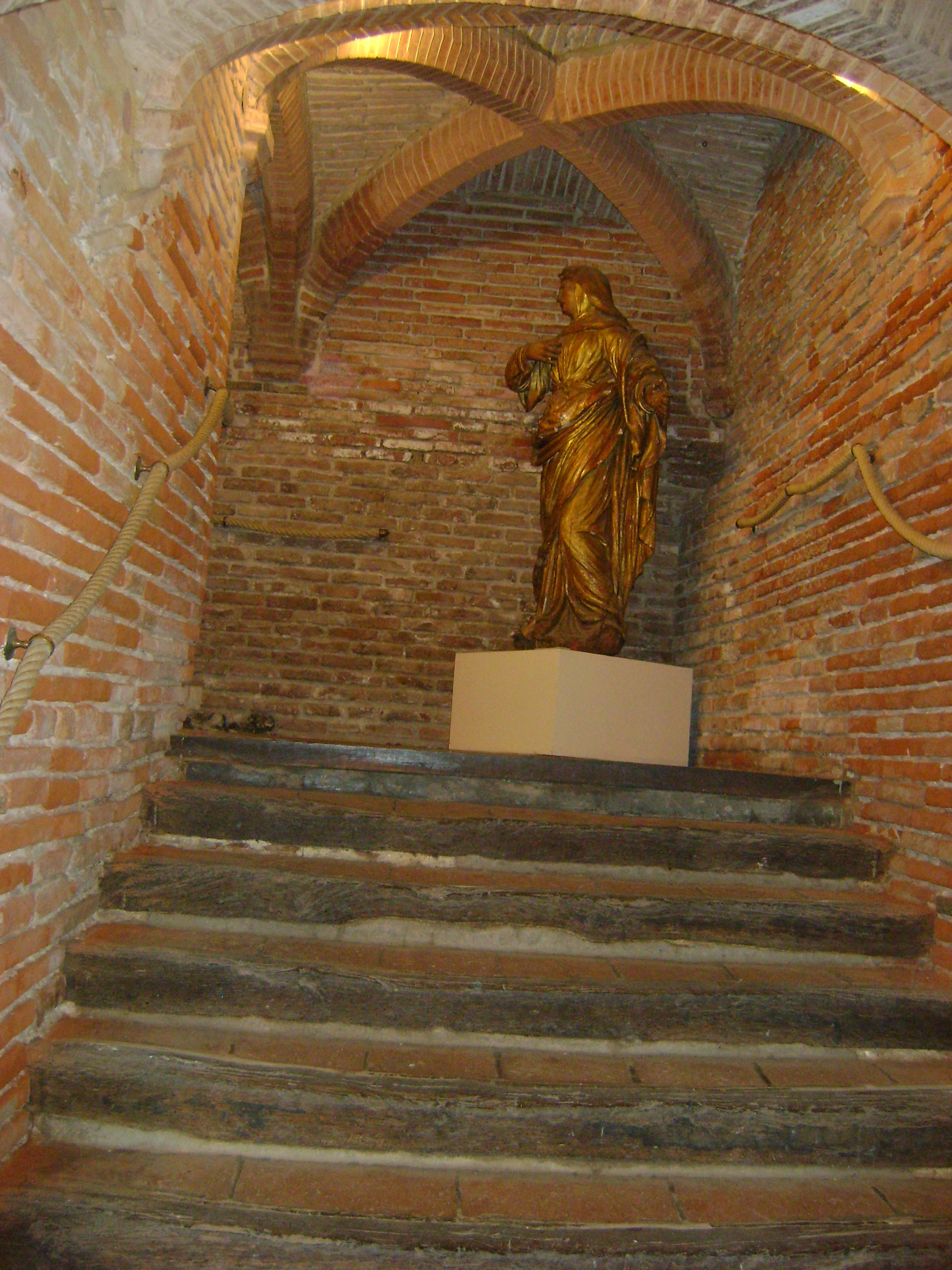
Своды лестничной клетки

## Избранные экспонаты музея
- «Автопортрет Энгра» (живопись, оригинал)
- Портреты родителей художника (живопись, оригинал)
- Эскизы Энгра (живопись, оригиналы)
- «Руджиеро спасает Анжелику» (живопись, копия)
- «Сон Оссиана» (живопись, оригинал)
- «Портрет месье Бельвез-Фулона» (живопись, оригинал)
- «Автопортрет Энгра» (копия оригинала 1804 года, работа Армана Камбона)
- Рисунки Энгра к портрету мадам Муатесье
- Графические копии работы Энгра с картин и композиций Рафаэля Санти
- Рисунки с обнажённой натурой римского периода художника
- Картины кисти А. Камбона («Аллегория Республики» (1848 год), «Гален» (1864 год))
- Античные бюсты (голова Эрота, голова Антиноя)
- Сборник античных ваз (54 образца), приобретённых художником в годы пребывания в Риме и Италии.
- Гипсовые слепки из мастерской Энгра
- Старинная мебель
- Небольшая нотная библиотека художника и др.

## Галерея

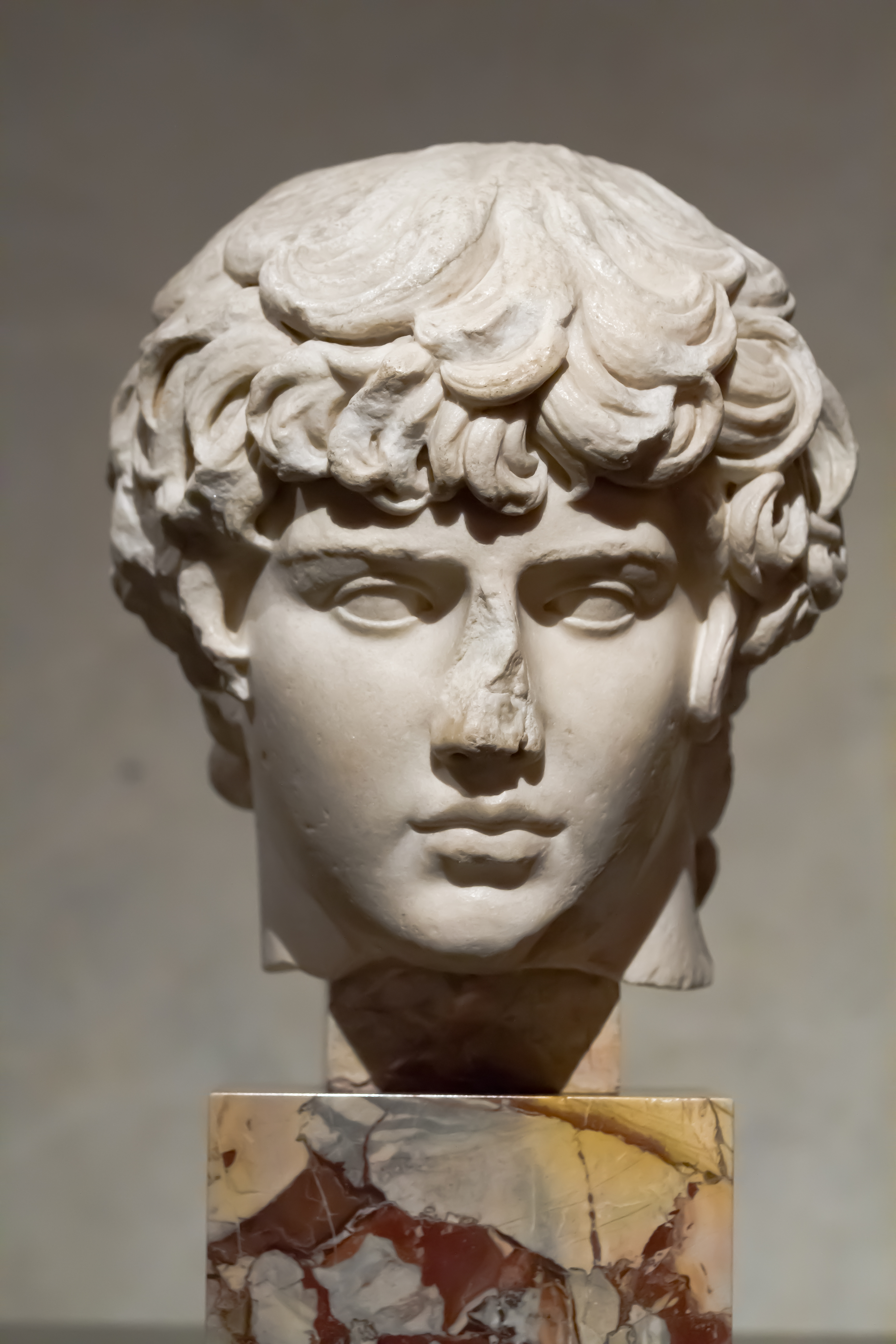
«Голова Антиноя», римская копия
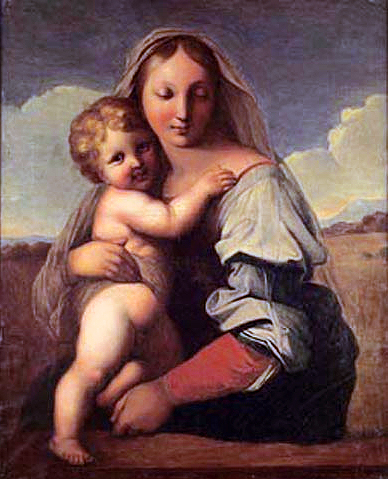
Копия мадонны Рафаэля. Работа Энгра, масло
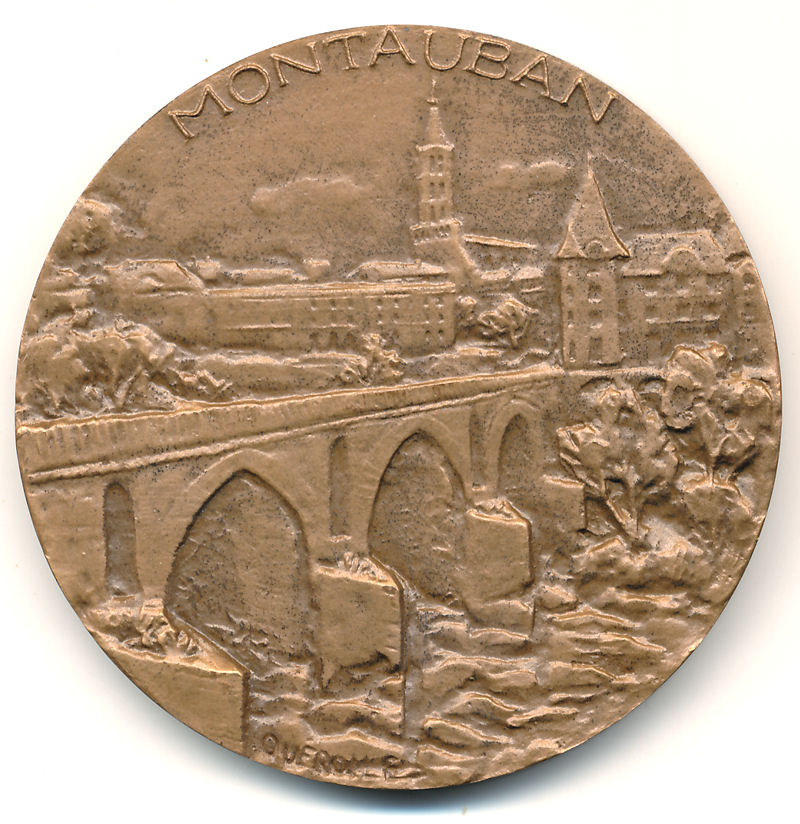
Антуан Бурдель (?). Медаль «Музей Энгра. Монтобан», датирована 1968 годом
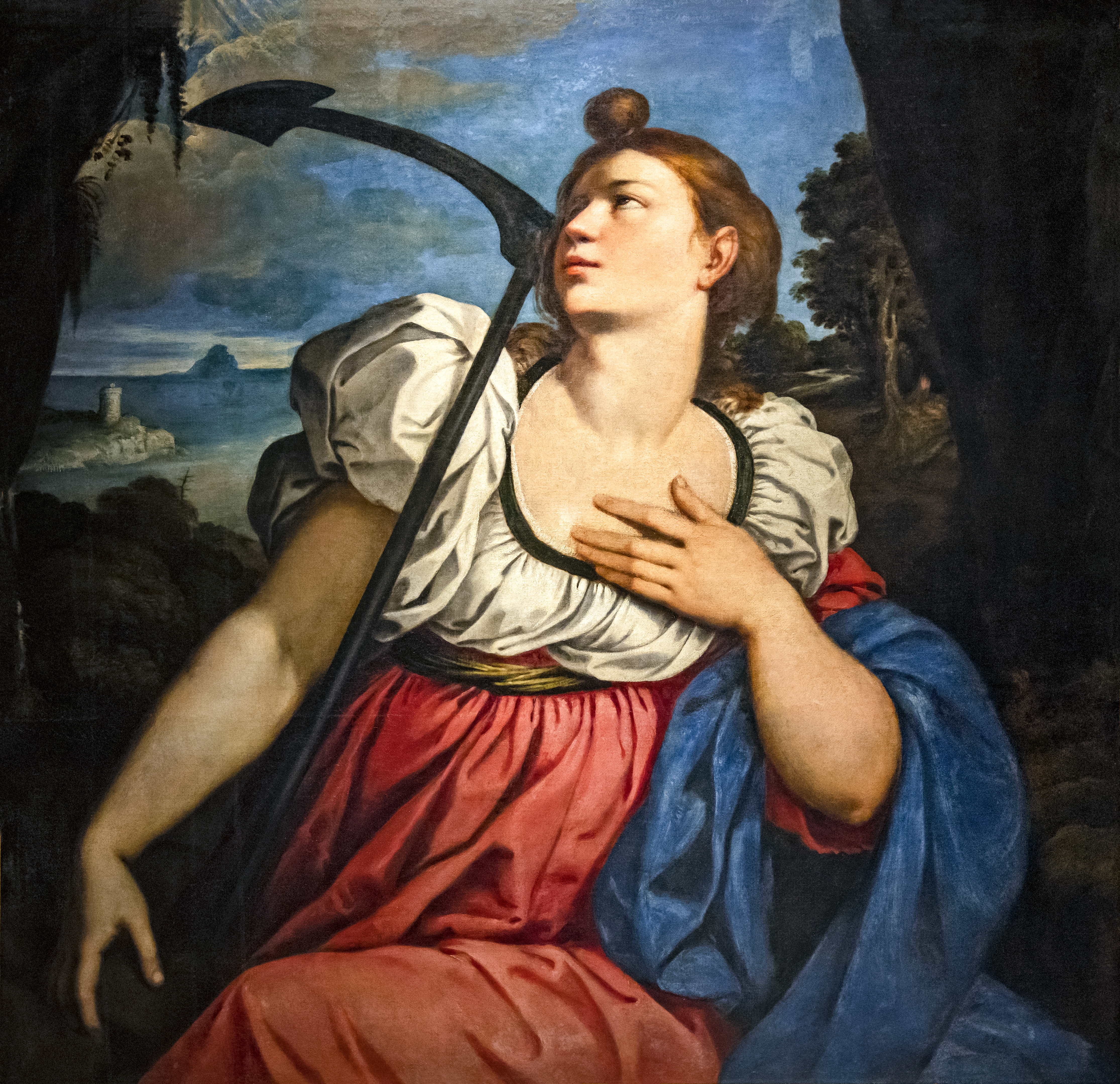
Бартоломео Скедони. «Аллегория Надежды», ок. 1610 г.